# 就站在這裡
《就站在這裡》是台灣歌手小宇發行的第二張全創作國語專輯，當中12首歌曲皆為小宇的精心創作。

## 曲目
| 曲目                               | 歌曲資料                             | 歌詞           |
| ---------------------------------- | ------------------------------------ | -------------- |
| 又                                 | 曲、編曲、和聲編寫、和聲：宋念宇     | 宋念宇         |
| 就站在這裡                         | 曲、和聲編寫、和聲：宋念宇           | 黃文萱         |
| 練愛                               | 曲、編曲、和聲編寫、和聲、鼓：宋念宇 | 宋念宇         |
| 愛上                               | 曲、編曲、和聲編寫、和聲：宋念宇     | 黃文萱         |
| 你很好                             | 曲、編曲、和聲編寫、和聲：宋念宇     | 黃文萱         |
| 說分手之後                         | 曲、編曲、和聲編寫、和聲、鼓：宋念宇 | 宋念宇         |
| 一顆蘋果                           | 曲、編曲、和聲編寫、和聲、鼓：宋念宇 | 黃文萱         |
| 漂亮女孩                           | 曲、編曲、和聲編寫、和聲：宋念宇     | 宋念宇         |
| Every Time                         | 曲、編曲、和聲編寫、和聲：宋念宇     | 黃文萱         |
| 換換換                             | 曲、編曲、和聲編寫、和聲：宋念宇     | 黃文萱         |
| Why                                | 曲、編曲、和聲編寫、和聲：宋念宇     | 黃文萱         |
| 小宇墾丁開心得很日記（預購加贈禮） | 曲、編曲、和聲編寫、和聲：宋念宇     | 黃文萱、宋念宇 |

## 發行版本
| 發行日期      | 封面 | 版本                           | 發行公司 |
| ------------- | ---- | ------------------------------ | -------- |
| 2009年6月9日  |      | 就站在這裡（正式發行版）       | Avex唱片 |
| 2009年7月31日 |      | 就站在這裡（影音精裝版）CD+DVD | Avex唱片 |

## 音樂錄影帶
- 愛上（第一波主打）
- 說分手之後（第二波主打）
- 就站在這裡（導演：珍妮花）
- 漂亮女孩（導演：大寶 導）
- 一顆蘋果（導演：比爾賈）
- 練愛

## 入圍得獎獎項
- 2009-06-24飛碟聯播網-幽浮勁碟華語排行榜第二名
- 2009-07-31專輯改版小宇/ 就站在這裡影音精裝(CD+DVD)
- 2009-08-14「愛上」榮獲Hitoradio全球華語排行榜第一名
- 2009年 G-Music風雲榜上榜21週，僅次蔡依林之「花蝴蝶」，2009年度上榜榜齡第二長的專輯。
- 『愛上』榮登HitFm2009年度百大歌曲第53名
- 2009KKBOX數位音樂風雲榜單曲榜『說分手之後』第29名、『愛上』第38名
- 2009KKBOX數位音樂風雲榜專輯榜『就站在這裡』第15名、『小宇同學就是我』第70名
- ezPeer+ 2009 TOP 20 華語年度專輯榜『就站在這裡』榮獲第19名